# 주한 쿠바 대사관
주한 쿠바 대사관(스페인어: Embajada de Cuba en República de Corea)은 대한민국 서울특별시 중구 세종대로 4길 25 이프라자빌딩 901호에 위치하고 있는 쿠바 대사관이다. 현직 주한 쿠바 대사는 클라우디오 라울 몬손 바에사이다.

## 역사
대한민국과 쿠바는 2024년 2월 14일에 미국 뉴욕에 위치한 유엔 주재 양국 정부 대표부에서 외교 공한(공식 편지)을 교환하는 방식으로 양국 간의 대사급 외교 관계를 수립하기로 합의했다. 이어 2024년 4월 28일에는 대한민국과 쿠바 정부가 상대방 국가에 상주 외교 공관을 개설하기로 합의했다.
2025년 1월 7일에는 쿠바 정부로부터 초대 대한민국 주재 쿠바 대사로 내정된 클라우디오 라울 몬손 바에사가 최상목 당시 대한민국 대통령 권한대행·경제부총리 겸 기획재정부 장관에게 신임장을 제정했다. 대한민국 정부에서도 초대 쿠바 주재 대사가 쿠바 정부의 신임장 제정을 기다리고 있었기 때문에 대한민국과 쿠바 양국 정부는 2025년에 상대방 국가에 상주 외교 공관을 개설할 것으로 예상되었다. 2025년 1월 17일에는 쿠바 아바나에 위치한 주쿠바 대한민국 대사관이 임시 대사 체제로 문을 열었다. 2025년 6월 10일에는 대한민국 서울특별시에 위치한 주한 쿠바 대사관이 정식 개관했다.

## 주요 업무
주요 업무는 대한민국 정부와의 외교·교섭, 투자 유치 활동, 대한민국 거주 쿠바 국민의 보호 육성, 외교 정책 홍보, 문화, 학술, 체육 협력, 여권, 입국 사증 발급 및 영사 확인 업무 등이다.

## 같이 보기
- 대한민국-쿠바 관계
- 주쿠바 대한민국 대사관
- 주조 쿠바 대사관
- 쿠바의 재외공관 목록
- 대한민국 주재 외국공관 목록